# Mike Foltynewicz
Michael Gary Foltynewicz (Sterling, 7 ottobre 1991) è un giocatore di baseball statunitense, lanciatore partente per i Texas Rangers della Major League Baseball.

## Carriera

### Inizi e Minor League (MiLB)

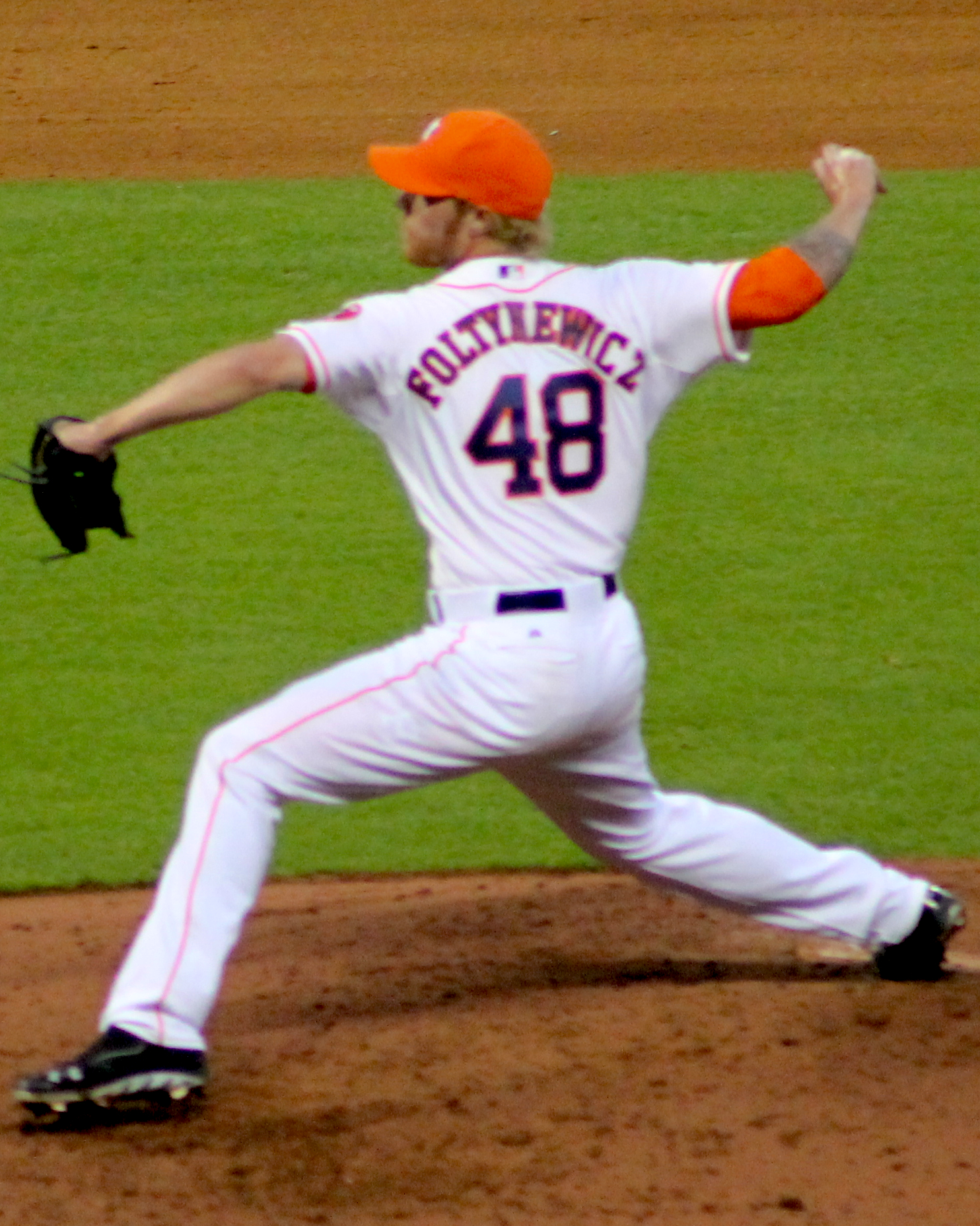
Foltynewicz con gli Astros nel 2014

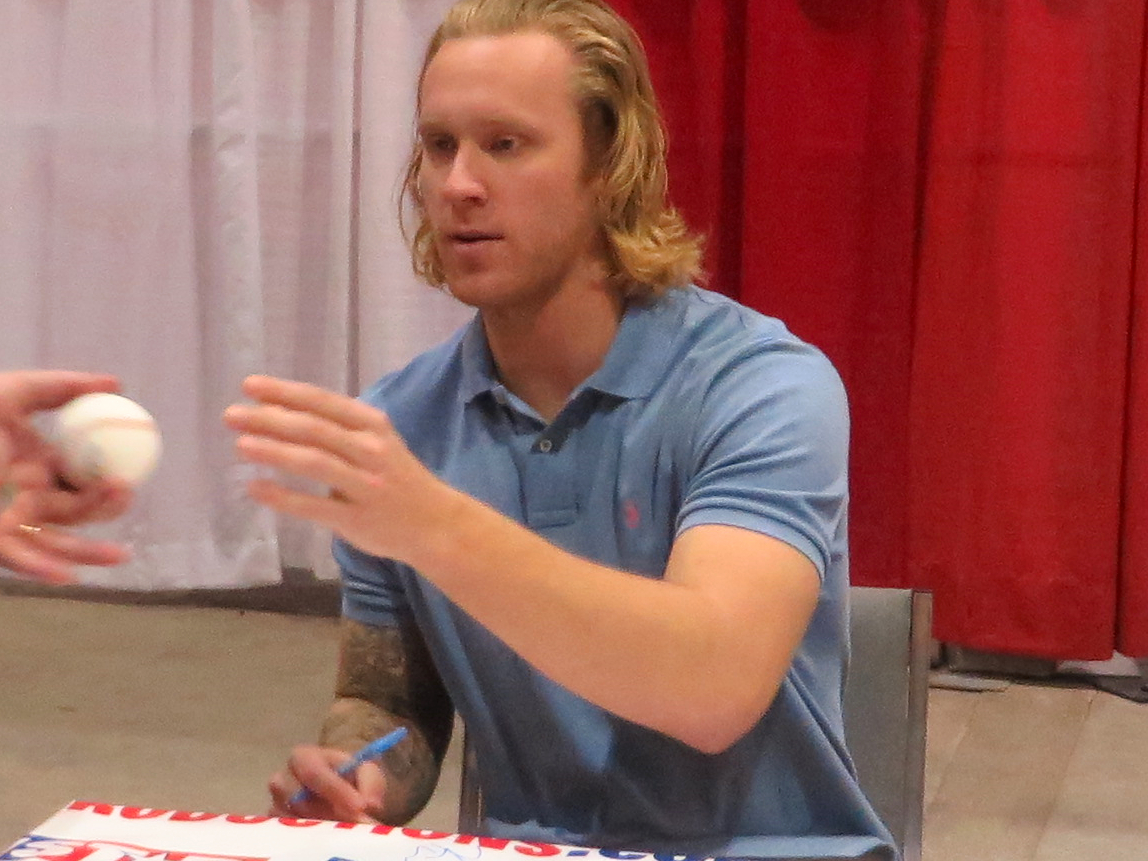
Foltynewicz mentre firma autografi nel gennaio 2014

Nato a Sterling nell'Illinois, Foltynewicz crebbe come tifoso dei St. Louis Cardinals. Frequentò la Minooka High School di Minooka e terminati gli studi superiori venne selezionato nel primo turno, come 19ª scelta assoluta del draft MLB 2010 dagli Houston Astros, ottenendo un bonus alla firma di 1.2 milioni. Venne assegnato nello stesso anno alla classe Rookie. Nel 2011 e 2012 giocò nella classe A. Nel 2013 militò nella Doppia-A e nella classe A-avanzata.

### Major League (MLB)
Foltynewicz debuttò nella MLB il 2 agosto 2014 al Minute Maid Park di Houston contro i Toronto Blue Jays, entrò nell'ottavo inning concedendo una base su ball e segnando uno strikeout, prima di venire sostituito nello stesso inning da Tony Sipp. Concluse la stagione con 16 partite disputate nella MLB (tutte come lanciatore di rilievo) e 21 nella Tripla-A.
Il 14 gennaio 2015, gli Astros scambiarono Foltynewicz, Rio Ruiz e il giocatore di minor league Andrew Thurman con gli Atlanta Braves per Evan Gattis e James Hoyt.
Il 1º maggio 2015, Foltynewicz giocò la sua prima partita da lanciatore partente nella MLB, (che fu anche la prima con i Braves) ottenendo la prima vittoria. Nella stessa partita come battitore, batté la sua prima valida, un doppio che portò a punto altri due giocatori.
A partire da agosto, Foltynewicz ebbe problemi di salute, tra cui una trombosi al braccio destro e un'operazione chirurgica alle costole, che compromisero il resto della stagione e l'inizio della successiva.
Tornò in campo il 2 maggio 2016, ma rientrò nella lista degli infortunati appena due giorni dopo. Divenne di nuovo disponibile il 29 giugno.
Il 1º giugno 2018, completò la sua prima partita e in luglio venne convocato per il suo primo All-Star Game, senza essere tuttavia impiegato durante la partita. Terminata la stagione regolare, partecipò al primo post stagione.
Foltynewicz iniziò la stagione 2019 in ritardo, il 27 aprile, a causa di problemi fisici. A fine stagione 2019, partecipò al post stagione per la seconda volta. Divenne free agent al termine della stagione 2020.
Il 10 febbraio 2021, Foltynewicz firmò un contratto annuale del valore di 2 milioni di dollari con i Texas Rangers.

## Palmarès
- MLB All-Star: 1

2018